# Prosperos Insel
Prosperos Insel ist ein Theaterstück von Tankred Dorst, dessen Text im Jahr 2008 bei Suhrkamp in Frankfurt am Main erschien. Das Stück wurde bisher (Stand 2023) noch nicht im Theater aufgeführt. 

## Titel, Zeit und Ort
Ort der Handlung ist eine Insel im Mittelmeer, das Drama spielt sich irgendwann nach dem Zweiten Weltkrieg ab. Der Protagonist Sombarth begegnet einer Amerikanerin, die  die kleine Insel abkaufen will, weil sie angeblich dort geboren ist. Man habe gehört,  die Insel käme in einem Theaterstück von Shakespeare vor. Nicht ohne Anspielung auf seine eigene Situation – Prosperos Insel ist sein letztes Drama – meint Tankred Dorst den Sturm, der als letztes Stück Shakespeares gilt. Darin strandet der Zauberer Prospero auf einer Insel.
Tankred Dorst nennt in seinem Stück die Guardia Civil und den Küstenort Santa Pola. Also hat es der Zuschauer mit einer spanischen Mittelmeerinsel in der Nähe des Festlandes zu tun.

## Handlung
Der Protagonist Sombarth – ein Mann aus der zweiten Hälfte des 20. Jahrhunderts – begegnet in den Disteln der Hl. Teresa von Ávila. Er läuft ihr nach und erfleht ihren Beistand. Sein Sohn Felix sei in jungen Jahren umgekommen. Teresa nimmt das aber ungerührt hin. Der Zuschauer weiß bereits, Sombarth drückt sich um die Wahrheit: Einem  englischen Seemann und einer Inselbewohnerin hatte er vorgelogen, der Junge sei auf der Straße Opfer eines Verkehrsunfalls geworden. Dabei war Felix von Frauen auf der Insel als Terrorist bezeichnet worden. Felix hatte das väterliche Erbe ausgeschlagen und auf seine Bestimmung verwiesen: „Mein Tod wird der größte Augenblick in meinem Leben sein!“ Der alte Sombarth gibt Klaus, einem ehemaligen Freunde seines Jungen, die Schuld am Tod von Felix. Klaus habe dem Jungen damals diese extremen Ideen in den Kopf gesetz. Klaus, inzwischen erwachsen und überaus begütert und will von seinen Jugendtorheiten nichts hören.
Teresa von Ávila steht Sombarth in seiner Not überhaupt nicht bei. Zudem muss er mit dem Tode seiner geliebten Frau Gertrud allein fertigwerden. Weder der krebskranke Bruder Simon noch Schwester Roelle sind dem Witwer bei der Bewältigung der Trauer eine Hilfe. Sombarth gibt sich Mitschuld am Tode seiner Frau. Leichtfertig hatte er die Schwerbehinderte auf dem Festland aus ihrem Krankenstuhl gehoben und durchs Seichte auf die Insel tragen wollen. Bei dieser unbedachten Aktion war die Frau unterwegs ertrunken.
Sombarth hat Gäste aus aller Herren Länder zu einem Fischessen und Weintrinken auf seine Insel geladen. Der Kaiser von Österreich, der Bischof von Toledo, Fischer-Dieskau, Dali, Otto von Habsburg, Nurejew, Franz Beckenbauer, der deutsche Bundeskanzler, Claudia Schiffer, Depardieu, ein Franco-Oberst ohne Beine, Boris Becker, Marius Müller-Westernhagen, Margaret Thatcher, die Queen, Nike Wagner und Herr Peymann sitzen wegen eines Sturmes auf dem Festland fest. Inzwischen fallen die Inselbewohner über Fisch und Wein her. Als sich die Wogen geglättet haben und die Gäste übersetzen können, finden sie nur noch Gräten und leere Weinflaschen vor.

## Textausgaben
- Prosperos Insel. Dialoge aus einem unfertigen Stück. Sonneberg, Comptoir-Kunstmagazin, 2005. ISBN 978-3-00-017669-2
- Prosperos Insel. Szenen, Bilder und Dialoge um eine Geschichte zu erzählen. S. 289–341, in Tankred Dorst. Prosperos Insel und andere Stücke. Mitarbeit Ursula Ehler. Werkausgabe 8. (Inhalt: Othoon. Purcells Traum von König Artus. Die Wüste. Ich bin nur vorübergehend hier. Künstler. Prosperos Insel. Sich im Irdischen zu üben. (Frankfurter Poetikvorlesungen)). Suhrkamp, Frankfurt am Main 2008. ISBN 978-3-518-42039-3